# فرحات كايا
فرحات كايا (بالتركية: Ferhat Kaya)‏ هو لاعب كرة قدم تركي وبلجيكي في مركز حراسة المرمى، ولد في 11 مارس 1986 في Beringen, Belgium ‏ في بلجيكا. لعب مع رويال أنتويرب وفورتونا سيتارد.

## وصلات خارجية
- فرحات كايا على موقع اتحاد تركيا (لاعب) (الإنجليزية)
- فرحات كايا على موقع قاعدة بيانات كرة القدم.إي يو (الإنجليزية)
- فرحات كايا على موقع Soccerway.com (الإنجليزية)